# Iassus bohemani
Iassus bohemani är en insektsart som beskrevs av Metcalf 1966. Iassus bohemani ingår i släktet Iassus och familjen dvärgstritar. Inga underarter finns listade i Catalogue of Life.